# 존 비스코
존 비스코(John Biscoe, 1794년 6월 28일 ~ 1843년)는 잉글랜드의 탐험가로, 애들레이드 섬을 발견하였다.
남극 대륙 해안을 따라 엔더비랜드(Enderby Land)와 그레이엄랜드(Graham Land)라는 지역을 목격한 것으로 알려진 최초의 원정대를 지휘한 영국의 선원이자 탐험가였다. 원정대는 또한 그레이엄랜드 주변에서 그레이엄랜드의 이름을 딴 비스코제도(Biscoe Islands)를 포함하여 여러 섬을 발견했다.

## 어린 시절
비스코는 영국 미들섹스의 엔필드에서 태어났다. 1812년 3월 17세의 나이로 그는 영국 해군에 입대하여 미국과의 1812~1815년 전쟁에 참전했다. 1815년 제대 당시 그는 법무장관이 되었다. 그 후 그는 주로 동인도 또는 서인도 제도로 항해사 또는 선장으로 상선을 타고 항해했다.

## 남극해 탐험, 1830–1833
1830년 포경 회사인 Samuel Enderby & Sons는 비스코를 브리그 툴라의 선장으로 임명하고 남극해에서 새로운 바다표범 지역을 찾기 위한 원정대를 이끌었다. 커터 라이블리와 함께 툴라는 런던을 떠나 12월에 사우스 셰틀랜드 제도에 도착했다. 원정대는 더 남쪽으로 항해하여 1831년 1월 22일 남극권을 횡단한 후 60°S에서 동쪽으로 선회했다.
한 달 후인 1831년 2월 24일, 원정대는 해빙을 통해 산꼭대기가 드러난 것을 발견했다. 비스코는 그들이 대륙의 일부라고 정확하게 추측하고 그의 후원자를 기리기 위해 지역을 엔더비랜드로 명명했다. 2월 28일, 비스코가 케이프앤(Cape Ann)이라고 명명한 곶이 발견되었다. 곶 꼭대기의 산은 나중에 비스코산(Mount Biscoe)으로 명명되었다. 비스코는 해안선 지도 작성을 시작하는 동안 그 지역에 원정대를 유지했지만 한 달 후 그와 그의 승무원의 건강이 악화되었다. 원정대는 호주를 향해 항해하여 5월에 태즈매니아의 호바트에 도착했지만 두 명의 승무원이 괴혈병으로 사망하기 전에는 이르지 못했다.
원정대는 남극으로 돌아가기 전에 호바트에서 겨울을 났다. 1832년 2월 15일 애들레이드 섬이 발견되었고 이틀 후에 비스코 제도가 발견되었다. 4일 후인 2월 21일에는 더 넓은 해안선이 발견되었다. 그가 대륙을 만났다고 다시 추측한 비스코는 그 지역을 해군의 First Lord of the Admiralty Sir James Graham의 이름을 따서 그레이엄랜드라고 명명했다. 비스코는 앤버스섬에 상륙하여 남극 대륙 본토를 목격했다고 주장했다.
비스코는 탐험대가 발견한 새로운 해안선을 다시 지도로 작성하기 시작했고 1832년 4월 말까지 남극 대륙을 일주한 세 번째 사람(제임스 쿡과 파비안 폰 벨링스하우젠에 이어)이 되었다. 7월 집으로 돌아오는 길에 Lively호는 포클랜드 제도에서 난파되었다. 그럼에도 원정대는 1833년 초에 안전하게 런던으로 돌아왔다.
1833년에 비스코는 다시 Samuel Enderby & Sons로부터 또 다른 탐험 항해를 의뢰받았다. 그러나 그는 아마도 건강 때문에 그 노력을 사임했다. 대신 그는 훨씬 더 따뜻한 기후에서 서인도 제도 무역에 종사했다. 그는 다음으로 호주 해역에서 항해 벤처에 참여했다.
존 비스코는 1843년 가족을 태즈메이니아에서 영국으로 데려오기 위해 항해 중 바다에서 사망했다. 당시 49세였다.